# أنخيل دومينغو جيفارا
أنخيل دومينغو جيفارا (بالإسبانية: Ángel Aníbal Guevara)‏ هو سياسي غواتيمالي، ولد في 1924 في La Democracia, Escuintla ‏ في غواتيمالا.